# Liberté
Liberté és una pel·lícula del 2019 dirigida pel cineasta banyolí Albert Serra. El film és la versió cinematogràfica de l'obra teatral que el director banyolí va presentar a la Volksbühne de Berlín l'any 2018, en què explora el llibertinatge i puritanisme de l'Alemanya de finals del segle xviii. Rodada originalment en francès, alemany i italià, ha estat subtitulada al català.

## Argument
El 1774, poc abans de la Revolució Francesa, en un indret entre Potsdam i Berlín. Madame de Dumeval, el duc de Tesi i el duc de Wand, tres llibertins expulsats de la cort puritana de Lluís XIV, volen trobar-se amb el llegendari duc de Walchen, un seductor i lliurepensador alemany. Tots tres sols, en un país on regna la hipocresia i les falses virtuts, la seva missió serà exportar el llibertinatge, una nova filosofia de la il·luminació basada en el refús de la moral i l'autoritat, però també, i sobretot, trobar un lloc segur per continuar els seus jocs maliciosos.

## Repartiment
- Helmut Berger: el duc de Walchen
- Francesc Daranas: libertin
- Cătălin Jugravu: Catalin
- Theodora Marcadé: madame de Dumeval
- Baptiste Pinteaux: monsieur Wand
- Laura Poulvet: madame de Jensling
- Xavier Pérez: el capità Benjamin Hephie
- Lluís Serrat: Armin
- Marc Susini: el duc de Tesis
- Montse Triola: madame Montavrile
- Iliana Zabeth: madame de Geldöbel[5]

## Al voltant de la pel·lícula
Va guanyar el Premi Especial del Jurat "Un certain regard" del Festival Internacional de Cinema de Canes. Va ser seleccionada al Festival de Cinema Europeu de Sevilla, en la secció oficial del certamen. És una producció d'Idéale Audience (França), Rosa Filmes (Portugal), Andergraun Films (Espanya), amb producció associada amb Lupa Film (Alemanya) i amb la participació de TV3.